# Oliarus kauaiensis
Oliarus kauaiensis är en insektsart som beskrevs av George Willis Kirkaldy 1909. Oliarus kauaiensis ingår i släktet Oliarus och familjen kilstritar. Inga underarter finns listade i Catalogue of Life.